# 圖里亞河 (烏日河支流)
圖里亞河（烏克蘭語：Тур'я），是烏克蘭的河流，位於該國西部，屬於烏日河的左支流，該河流經外喀爾巴阡州，河道全長46公里，流域面積467平方公里。